# Diego de Almagro (commune)
Pour les articles homonymes, voir Diego de Almagro.
Diego de Almagro est ville et une  commune du Chili de la province de Chañaral, elle-même située dans la région d'Atacama.

## Géographie

### Situation
La commune se trouve dans le nord du Chili dans le désert de l'Atacama à  70 km  à l'est de Chañaral (capitale de la province) et à 149 km au nord de Copiapó (capitale régionale).

### Démographie
En 2016, sa population s'élevait à 14 939 habitants. La superficie de la commune est de 18 664 km2 (densité de 0,8). La population de la commune est essentiellement urbaine.

### Climat
Le climat est très sec avec une pluviométrie moyenne est de 3 mm par an.

## Histoire
L'agglomération est créée au XVIIe siècle sous l'appellation Pueblo Hundido en lien avec l'ouverture d'une mine. Lorsqu'un réseau ferroviaire est créé dans la région, l'agglomération devient le principal nœud ferroviaire du Nord du Chili. Au début du XXe siècle, c'est le terminus du réseau ferré national. L'agglomération devient une commune autonome en 1972 et est rebaptisée Diego de Almagro en 1977. En mars 2015 une partie des habitations de la commune sont gravement endommagées par les débordements du Río Salado. 

Édifices de Diego de Almagro
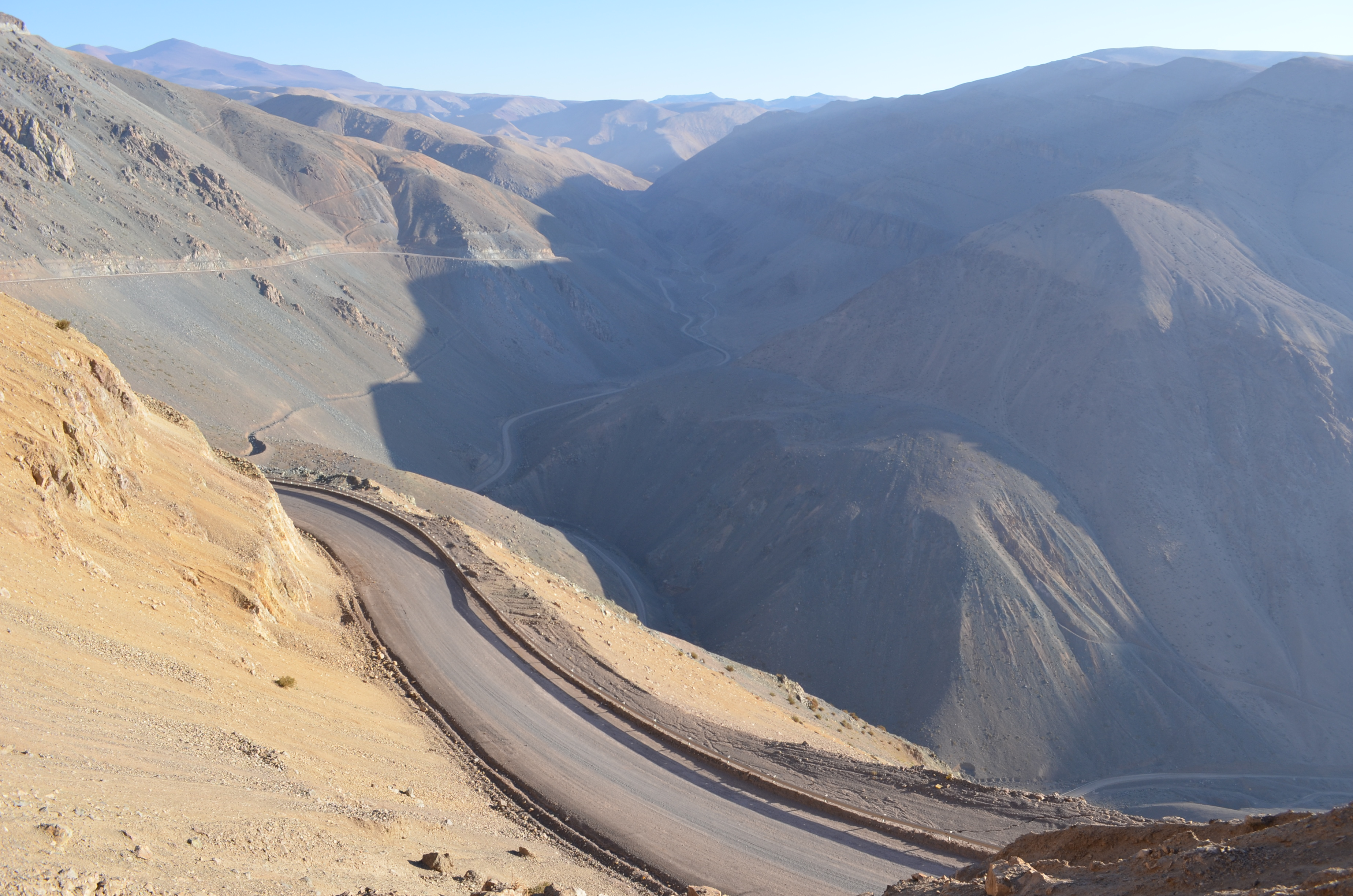
Route dans la cordillère de Domeyko.
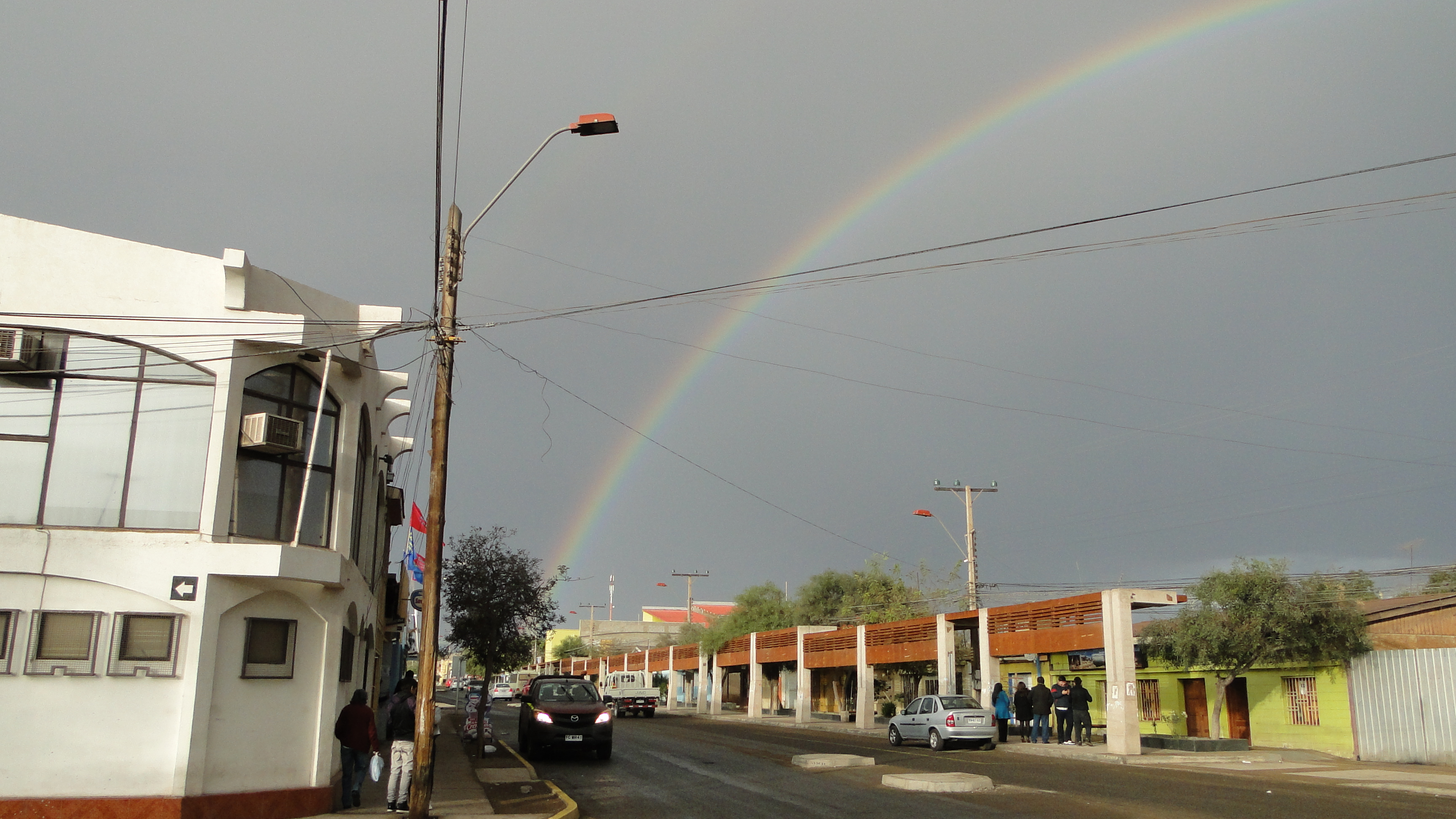
Rue de l'agglomération principale.
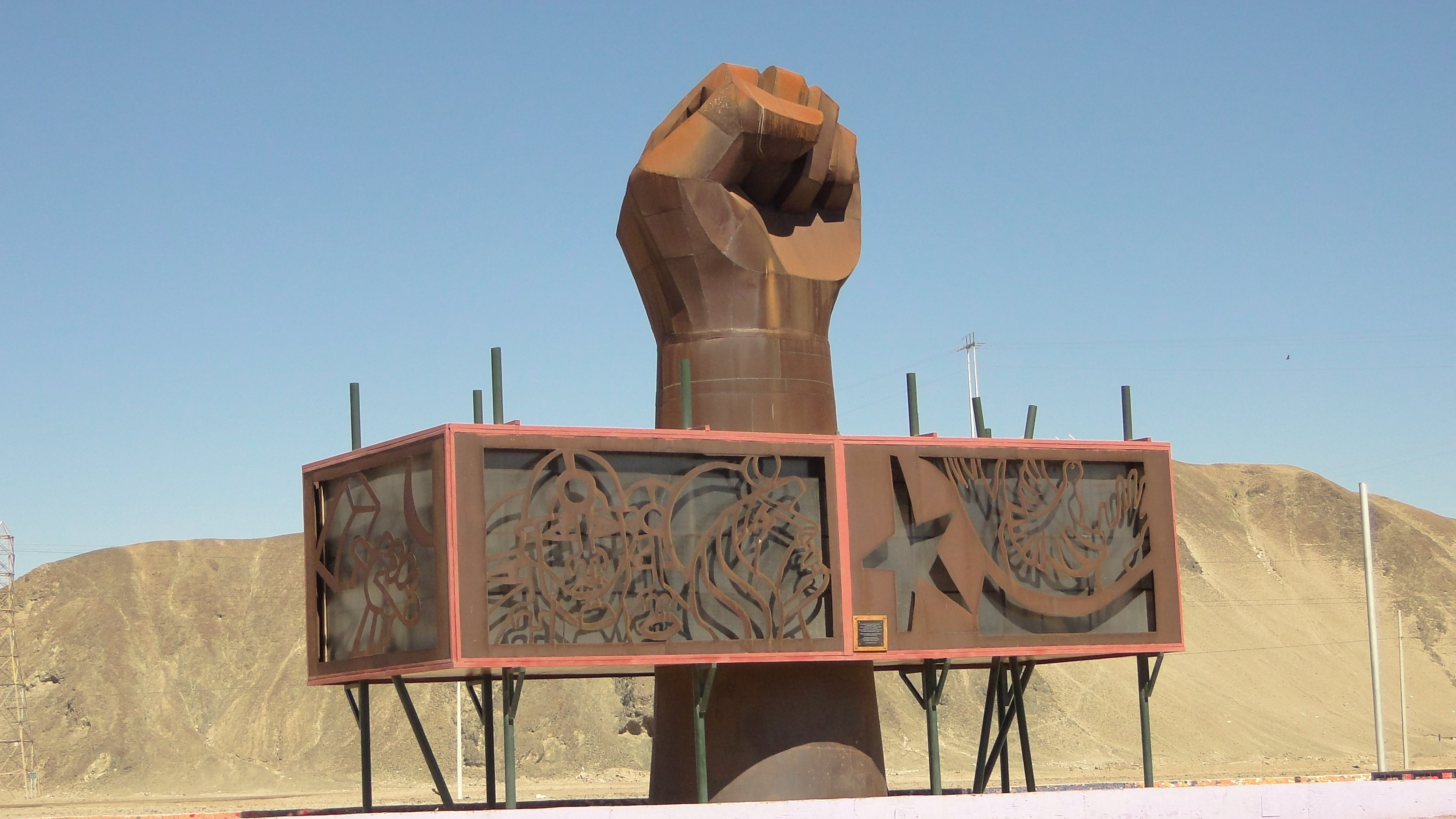
Monument aux travailleurs.

Position de Diego de Almagro (en rouge) au sein de la Région d'Atacama.